# تپه سیاه‌کمر ۱
تپه سیاه کمر ۱ مربوط به دوره ساسانیان است و در شهرستان میانه، بخش مرکزی، دهستان اوچ تپه شرقی، ۱ کوچه مغرب روستای سیاه کمر واقع شده و این اثر در تاریخ ۲۸ اسفند ۱۳۸۵ با شمارهٔ ثبت ۱۸۸۹۶ به‌عنوان یکی از آثار ملی ایران به ثبت رسیده است.